# The Singles Collection (BZN)
The Singles Collection is een cd van de Volendamse band BZN. Hij werd uitgebracht in 2005 en stond 51 weken in de albumhitlijst. Eén cd van BZN hield het tot 2007 ook bijna een jaar uit, namelijk A Symphonic Night (1996-1997).

## Versies
Dit album is een verzamel-cd van alle Top 40-hits die BZN gemaakt heeft van 1965-2005. Het werd uitgegeven naar aanleiding van het 40-jarig jubileum van de band. Er staan in totaal 54 hitsingle's op en een hitmedley.
Deze cd is in twee versies uitgebracht. De ene versie waarvan zelfs een extra dvd bij zat, is niet meer verkrijgbaar. De tweede versie, drie cd's, is nog wel verkrijgbaar.
De dvd is vanwege de grote belangstelling sinds eind maart ook los te verkrijgen. Deze kwam op 1 binnen in de dvd Top 30 en bleef hier vervolgens drie weken staan. Deze dvd stond meer dan 45 weken in de eerdergenoemde dvd-chart.

## Tracklist
cd 1
1. Mon amour [Th. Tol/J. Keizer]
2. Don't say goodbye [Th. Tol/J. Tuijp/C. Tol/J. Keizer]
3. Sevilla [Th. Tol/J. Tuijp/C. Tol]
4. The clown [Th. Tol/J. Tuijp/C. Tol]
5. Lady McCorey [Th. Tol/J. Tuijp/C. Tol]
6. Felicidad [Th. Tol/J. Tuijp/C. Tol]
7. Oh me oh my [Th. Tol/J. Tuijp/C. Tol]
8. Marching on [Th. Tol/J. Tuijp/C. Tol]
9. Pearlydumm [Th. Tol/J. Tuijp/C. Tol]
10. Rockin' the trolls [Th. Tol/J. Tuijp/C. Tol]
11. Chanson d'amour [Th. Tol/J. Tuijp/C. Tol]
12. The old Calahan "live" [Th. Tol/J. Tuijp/C. Tol]
13. Blue eyes [Th. Tol/J. Tuijp/C. Tol]
14. Twilight [Th. Tol/J. Tuijp/C. Tol]
15. Just an illusion [Th. Tol/J. Tuijp/C. Tol]
16. Le légionnaire [Th. Tol/J. Keizer]
17. If I say the words [Th. Tol/J. Tuijp/C. Tol]
18. La saison française [Th. Tol/J. Keizer]
19. The summertime [Th. Tol/J. Tuijp/C. Tol]

cd 2
1. Run away home [Th. Tol/J. Tuijp/C. Tol]
2. Waltzing Maria (live) [Th. Tol/J. Tuijp/C. Tol]
3. La France [Th. Tol/J. Tuijp/C. Tol]
4. Amore [Th. Tol/J. Tuijp/C. Tol]
5. La différence [Th. Tol/J. Keizer]
6. La primavera [J. Veerman/J. Keizer/J. Tuijp/Ton Doodeman]
7. Wheels on fire [J. Veerman/J. Keizer/J. Tuijp]
8. El Cordobes [D. Plat/J. Veerman/J. Keizer/J. Tuijp]
9. If I had only a chance [J. Veerman/J. Keizer/J. Tuijp]
10. Help me [J. Veerman/J. Keizer/J. Tuijp]
11. Yeppa [J. Veerman/J. Keizer/J. Tuijp]
12. Over the hills [J. Veerman/J. Keizer/J. Tuijp]
13. It happened 25 years ago [J. Veerman/J. Keizer/J. Tuijp]
14. Che Sarà [J. Veerman/J. Keizer/J. Tuijp]
15. My number one [J. Veerman/J. Keizer/J. Tuijp]
16. Desanya [J. Veerman/J. Keizer/J. Tuijp]
17. Quiereme mucho (mi amor) [J. Veerman/J. Keizer/J. Tuijp]
18. The Banjo man (live) [J. Veerman/J. Keizer/J. Tuijp]

cd 3
1. Santo Domingo (live) [J. Veerman/J. Keizer/J. Tuijp]
2. Sing of love and faith (live) [L. van Beethoven/J. Veerman/J. Keizer/J. Tuijp]
3. Mama (live) [B. Cherubini/C. Bixio]
4. La Spagnola (live) [Vincenzo di Chiara]
5. Wedding bells [Veerman/Keizer/Tuijp]
6. Mother [Plat/Veerman/Keizer/Tuijp]
7. The gypsy music [Plat/Veerman/Keizer/Tuijp]
8. Mexican night (live) [Trad./J. Veerman/J. Keizer/J. Tuijp]
9. Where the nightingales sing [Veerman/Keizer/Tuijp]
The Early Years (cd3)
10. Waiting for you [E. Woestenburg/J. Tuijp/C. Tol]
11. Everyday I have to cry [A. Alexander]
12. Bad bad woman [Th. Tol/J. Tuijp]
13. Rolling around the band [Benjamino]
14. Sweet silver Anny [Ricardo]
15. Barber's rock [Rossini/adapted by BZN]
16. Love me like a lion [Ricardo]
17. Goodbye Sue [Th. Tol/J. Tuijp]
Bonus
18. The hitmedley (long version)